# Czuryły
Czuryły – wieś w Polsce położona w województwie mazowieckim, w powiecie siedleckim, w gminie Zbuczyn. Ma status sołectwa.
Wieś szlachecka położona była w drugiej połowie XVI wieku w ziemi łukowskiej województwa lubelskiego. Do 1954 istniała gmina Czuryły. W latach 1975–1998 miejscowość administracyjnie należała do województwa siedleckiego.
Wieś posiada własną jednostkę ochotniczej straży pożarnej. Znajduje się w niej Szkoła Podstawowa im. J. Cz. Tajcherta.
Wierni Kościoła rzymskokatolickiego należą do parafii Najświętszego Serca Jezusowego w Krzymoszach.
We wsi działa założona w 1916 roku jednostka ochotniczej straży pożarnej. Straż posiada średni samochód ratowniczo-gaśniczy GBA 3/29/4,7 Mercedes Atego i mikrobus Mercedes Sprinter 211 CDI.